# Лівшиць Борис Якович
Борис Якович Лівшиць (Ліфшиць) (1897, місто Київ — розстріляний 10 березня 1937, Москва) — український радянський діяч, журналіст, відповідальний редактор радянських газет і журналів. Член Ревізійної Комісії КП(б)У в червні 1930 — січні 1934 р.

## Біографія
Народився в єврейській родині. Освіта неповна вища.
Член РКП(б) з 1918 року.
У середині 1920-х — на початку 1930-х років — директор видавничого комбінату «Радянське село», член редакційної колегії і відповідальний редактор багатьох періодичних видань, серед яких робітнича україномовна газета «Пролетар» (з листопада 1926 року), «Універсальний журнал» (1928—1929), «Червоний перець» та інші. Був заступником голови правління — технічним директором Всеукраїнського фотокіноуправління (ВУФКУ).
19 грудня 1929 — після 1930 року — завідувач культвідділу (відділу культури і пропаганди) і член президії Всеукраїнської республіканської ради професійних спілок (ВУРПС).
У 1935 році виключений із ВКП(б).
До 1936 року — редактор у видавництві «Заря Востока» в місті Тифлісі (Тбілісі).
9 листопада 1936 року заарештований органами НКВС. 9 березня 1937 року засуджений до страти, розстріляний і похований на Донському кладовищі міста Москви. Посмертно реабілітований 22 жовтня 1957 року.